# Казак, Дмитрий Васильевич
Дмитрий Васильевич Казак (1907—1943) — советский офицер, участник Великой Отечественной войны, Герой Советского Союза (17.04.1943). Полковник (1943).

## Биография
Родился 12 сентября 1907 года в селе Данюки (ныне — Хмельницкий район Хмельницкой области Украинской ССР). Окончил семь классов школы.
В октябре 1929 года был призван на службу в Рабоче-крестьянскую Красную Армию. Окончил полковую школу 37-го кавалерийского полка 7-й Самарской кавалерийской дивизии Белорусского военного округа в 1930 году (полк дислоцировался в Минске), затем служил в этом полку командиром отделения в пулемётном эскадроне. В сентябре 1931 года был направлен на учёбу в Ленинградскую кавалерийскую школу. В том же году эта школа вошла в состав Тамбовской кавалерийской школы и стала именоваться Объединённой кавалерийской школой имени 1-й Конной армии, в числе курсантов в Тамбов был переведён и Дмитрий Казак. В декабре 1934 года он окончил эту школу. Затем продолжил военную службу командиром взвода отдельного кавалерийского дивизиона Наркомата обороны СССР. При введении воинских званий в РККА в 1935 году ему был присвоено воинское звание лейтенант. С октября 1936 года — командир эскадрона в Особом кавалерийском полку Наркомата обороны СССР, с апреля 1939 года — помощник начальника штаба полка. С декабря 1939 года — помощник командира 1-го кавалерийского полка Особой кавалерийской бригады Московского военного округа.
В январе 1940 года назначен помощником командира по строевой части 28-го кавалерийского полка, в этой должности участвовал в боях советско-финской войны. В конце марта 1941 года был назначен заместителем командира по строевой части 92-го танкового полка 46-й танковой дивизии, с 16 мая 1941 — заместитель командира по строевой части 42-го мотострелкового полка 42-й танковой дивизии 21-го механизированного корпуса Московского ВО.
С июня 1941 года капитан Д. В. Казак — участник Великой Отечественной войны. В составе корпуса прибыл на Северо-Западный фронт и 28 июня 1941 года принял свой первый бой в районе Даугавпилса. Участник Прибалтийской оборонительной операции. За отличия в оборонительных боях и контрударах против 4-й немецкой танковой группы на псковском направлении в августе 1941 года награждён орденом Красного Знамени. 24 августа назначен командиром 42-го мотострелкового полка, в сентябре дивизия была преобразована в 42-ю танковую бригаду. Вскоре ставший уже майором Д. Казак назначен командиром 1319-го стрелкового полка 185-й стрелковой дивизии, участвовал в Калининской оборонительной операции. В середине ноября дивизия была переброшена в район Завидово, вошла в состав 30-й армии Калининского фронта и участвовала в Клинско-Солнечногорской оборонительной операции. В период с 22 января по 20 февраля 1942 года в ходе Сычёвско-Вяземской наступательной операции дивизия находилась в окружении, но сумела пробиться из окружения к своим войскам. В начале мая 1942 года направлен учиться и в августе окончил ускоренный курс Военной академии РККА имени М. В. Фрунзе.
В сентябре 1942 года назначен командиром 88-го гвардейского стрелкового полка 33-й гвардейской стрелковой дивизии, которая находилась на переформировании в Приволжском военном округе. В середине декабря 1942 года дивизия в составе 1-го гвардейского стрелкового корпуса 2-й гвардейской армии прибыла на Сталинградский фронт. Там гвардии подполковник Д. В. Казак проявил исключительный героизм в ходе Котельниковской наступательной операции. На рубеже реки Мышкова полк участвовал в отражении удара группировки генерал-фельдмаршала Манштейна с целью деблокирования окруженной в Сталинграде 6-й немецкой армии. 29 декабря полк Казака в составе дивизии перешёл в наступление, форсировал Дон и в течение двух суток освободил ряд населённых пунктов. В бою за хутор Челбин 2 января 1943 года подполковник Д. В. Казак был ранен в руку, но остался в строю. За 9 дней полк под его командованием уничтожил более 400 гитлеровцев, подбил 13 танков, захватил 18 автомашин, 2 склада боеприпасов и вещевой склад, другие трофеи. Продолжая наступление, полк и дивизия (переданные к тому времени в состав Южного фронта) к 19 января вышла на реку Северский Донец, где перешли к обороне. Но уже 25 января полк прорвал оборону противника на подступах к Новочеркасску и Ростову-на-Дону, 13 февраля участвовал в освобождении Новочеркасска. 18 февраля 88-й гвардейский стрелковый полк прорвался глубоко в оборону противника и занял рубеж у села Матвеев Курган Ростовской области. В течение суток полк оборонял занятые позиции, отразив 24 контратаки врага. В дальнейшем по приказу командования умело совершил манёвр и вырвался из окружения.
Указом Президиума Верховного Совета СССР «О присвоении звания Героя Советского Союза начальствующему и рядовому составу Красной Армии» от 17 апреля 1943 года за «образцовое выполнение боевых заданий командования на фронте борьбы с немецкими захватчиками и проявленные при этом отвагу и геройство» был удостоен звания Героя Советского Союза с вручением ордена Ленина и медали «Золотая Звезда» за номером 729.
С 18 апреля и до прибытия нового командира генерал-майора Н. И. Селиверстова Д. Казак временно командовал 33-й гвардейской стрелковой дивизией, при этом 21 апреля был утвержден в должности заместителя командира этой дивизии. В июле 1943 года участвовал в Миусской наступательной операции. 23 июля 1943 года полковник Д. В. Казак назначен командиром 320-й стрелковой дивизии 28-й армии Южного фронта. 29 июля переведён на должность командира 40-й гвардейской стрелковой дивизии 5-й ударной армии Южного фронта. Участвовал в Донбасской наступательной операции. 8 сентября дивизия за отличия в боях освобождение города Енакиево получила почётное наименование «Енакиевская». А в бою 13 сентября полковник Д. В. Казак был смертельно ранен и скончался в госпитале в городе Сталино.
Был похоронен в городском саду в Донецке. В 1953 году перезахоронен на Воинском мемориале на Мушкетовском кладбище в Донецке.
В честь Казака в его родном селе Данюки установлен бюст.

## Награды
- Герой Советского Союза (17.04.1943)
- Орден Ленина (17.04.1943)
- Орден Красного Знамени (31.08.1941)
- Орден Суворова 2-й степени (17.09.1943)
- Орден Александра Невского (12.02.1943)[2].